# نيلز جونسون
نيلز جونسون (1838-1915)، ميكانيكي ومهندس دنماركي أمريكي محترف، كان مُصنِّعًا لساعات الأبراج التجارية. وُضعَت الساعات التي صنّعها في المباني التجارية والحكومية والكنائس والمحاكم. قام أيضًا بإصلاح آلات تعود إلى القرن التاسع عشر. كان رجل أعمال مرتبطًا بالشحن التجاري ومعدات السكك الحديدية والمحرّكات والآلات والأجهزة الميكانيكية. كانت أعماله في مانيستي بولاية ميشيغان. كان أيضًا عالمًا هناك وعمل في مجال علم الفلك لتعلم كيفية الحصول على ساعات في مواقع مختلفة لمزامنتها في الوقت الصحيح.
اضطر جونسون عندما كان صبيًا في السابعة من عمره أن يبدأ العمل لكسب لقمة العيش بمفرده حيث طُرد من عائلته الكبيرة. شغل أولًا وظائف في المزارع في مسقط رأسه. وعندما كان شابًا في الرابعة عشرة من عمره، سافر إلى إيطاليا ووجد بعض الوظائف هناك. عندما كان في السادسة عشرة من عمره، ذهب إلى كوبنهاغن وتدرّب في متجر محلي لتعلم الحدادة. كان عمله الرئيسي في طواحين الهواء وفي سن 23 عامًا أكمل تدريبه المهني وجُنّد في الجيش. في سلسلة من الأحداث التي حدثت في الوقت المناسب، انتهى به الأمر في إنجلترا عام 1863 عندما كان عمره 25 عامًا حيث التقى بمجموعة من المهاجرين الدنماركيين في طريقهم إلى أمريكا وهاجر معهم.

## حياته

### النشأة
وُلد جونسون في نوردروب (بالقرب من سكاف تليف في بلدية سلا غيلاس بجزيرة نيوزيلندا)، الدنمارك، على بعد نحو 50 ميلًا من كوبنهاغن في 26 نوفمبر 1838. كان والده يورغن نيلسن ووالدته آنا ماري سورنسن. امتلك والديه مزرعة مساحتها 1.2 هكتار كانت مزروعة بهدف التجارة وكسب الدخل. كانت العادة الدنماركية هي الحصول على الاسم الأخير للولد من اسم الأب، نقل اسمه الأخير إلى جونسون بعد وصوله إلى أمريكا.
كان جونسون الابن الأكبر لعائلة فقيرة ولديه خمسة أشقاء. طُرد من الأسرة العاملة عندما كان يبلغ من العمر سبع سنوات لأن والديه لم يعد بإمكانهما إعالة عائلة كبيرة. كان عليه أن يعول نفسه من خلال العمل مع مزارعين آخرين، ورعاية الأغنام والأوز والماشية. كان يرتدي حذاءً خشبيًا في الشتاء وكان حافي القدمين في أشهر الصيف. أراد جونسون، مثل العديد من الأولاد الصغار، أن يسافر مع السيرك أو أن يكون عازف بوق أو عازف طبول في الجيش أو أن يرى العالم ويعمل بحارًا. لكن والده أراد أن يصبح صانع أحذية.

### منتصف العمر
غادر نيلز منطقة الدنمارك لرؤية العالم عندما كان في الرابعة عشرة من عمره. لقد قام برحلات قصيرة إلى كوبنهاغن حيث كان يأمل في الانضمام إلى الجيش. نظرًا لأن الجيش لم يقبله، فقد ذهب للعمل لدى مزارع مقابل 23 دولارًا سنويًا. بعد عام قرر أن لديه ما يكفي من ذلك ثم حصل على وظيفة في مصنع بيرة لتنظيف الزجاجات. كما قام بتسليم الجعة للشركة سيرًا على الأقدام. عندما كان في الخامسة عشرة من عمره، سافر إلى إيطاليا وحصل على وظيفة في مطعم في تيفولي، وقام بمهام عمل متنوعة وتقديم وجبات الطعام للعائلات، مرة أخرى سيرًا على الأقدام. سرعان ما انتهى هذا العمل، لذلك سار نحو 40 ميلًا إلى مدينة أخرى في إيطاليا وذهب للعمل في نقل حجارة الرصف باستخدام عربة يدوية. كان طعامه عبارة عن خبز الجاودار الخشن مع الماء وكان ينام على القش لسرير في حظيرة ويغطي نفسه ببطانية للدفء.
عندما كان في السادسة عشرة من عمره، في ربيع عام 1855، عاد إلى كوبنهاغن. هناك وجد تدريبًا مهنيًا للحدادة في مدينة راندرز الدنماركية. كانت مدة التدريب الصناعي ست سنوات.  حصل على 16 دولارًا سنويًا، بما في ذلك السكن. كان يعمل 14 ساعة في اليوم من شروق الشمس إلى غروبها. كانت أوقات الوجبات مجرد وقت كافٍ لتناول وجبة سريعة. كان العمل في الأساس على طواحين الهواء الكبيرة. أكمل تدريبه المهني عندما كان يبلغ من العمر 23 عامًا عام 1861.
جرى تجنيد جونسون في الجيش في ربيع ذلك العام. تدرّب في المعسكر لمدة أربعة أشهر. ثم سُمح له بالعودة إلى منزله كـ (مطلق نار حر) في احتياطي الجيش. عاد إلى راندرز وحصل على وظيفة. بعد ذلك بعامين في عام 1863 جرى استدعاء احتياطي الجيش. كان هناك خوف من اندلاع الحرب بين الدنمارك وألمانيا. ثم غادر راندرز وذهب إلى هامبورغ، ألمانيا. هناك استخدم معظم مدخراته الصغيرة لشراء تذكرة إلى ليفربول، إنجلترا. عند دخول السفينة المتجهة إلى إنجلترا اكتشف أنه بحاجة إلى جواز سفر. لم يكن لديه واحدًا ارتجله وتظاهر بأنه راعي عامل عندما تم تحميل عدة مئات من الأغنام على القارب للذهاب إلى هال، إنجلترا.  عندما كان على متن القارب اختفى ووجد مكانًا للاختباء حتى لا يُقبض عليه حتى كانت السفينة في طريقها. ثم صادف جونسون مجموعة من 100 مهاجر دنماركي كانوا في طريقهم إلى أمريكا عن طريق ليفربول. كان الإسكندنافيون بأعداد كبيرة يذهبون إلى أمريكا في ستينيات القرن التاسع عشر. اعتقد جونسون أنه ربما ستكون هناك فرص أفضل في أمريكا، لذلك قرر الهجرة إلى أمريكا. كان الرجل المسؤول عن المجموعة التي ذهبت إلى أحد فنادق ليفربول في 11 مايو هو راسموس سورنسن.
أصبح جونسون حدادًا لمدة عام أو عامين أثناء وجوده في ميلووكي، وهي حرفة تعلمها عندما كان صبيًا. من نحو عام 1863 وحتى عام 1871 كان يعمل في ورشة للآلات هناك. كان ميكانيكيًا ماهرًا ورُقّي من وقت لآخر وحقق في النهاية منصبًا رفيعًا داخل شركة. بينما كان لا يزال في ميلووكي، أسس متجرًا للآلات مع جون بوي في الأول من مايو 1871. وقرروا الانتقال إلى مانيستي بولاية ميشيغان، وفتحوا ورشة عمل خاصة بهم ومسبك هناك. قاموا بتفكيك ورشة الآلات الخاصة بهم ووضعوها قطعة قطعة في صناديق. ثم قاموا بشحن كل شيء إلى مانيستي على متن مركب في بحيرة. أخذ جونسون أولًا زوجته وأطفاله، جنبًا إلى جنب مع حصانه وعربة على متن قارب وأبحر معهم عبر بحيرة ميشيغان إلى مانيستي في 31 مايو من عام 1871. ذهب بوي مع معداتهم على متن قارب آخر ووصل في اليوم التالي. بحلول منتصف بعد الظهر كانوا يبنون متجرهم الجديد ومسبكهم.